# 水野翔太
水野 翔太（みずの しょうた、1994年〈平成6年〉12月5日 - ）は、日本の実業家。愛知県名古屋市出身。

## 来歴
- 愛知県立瑞陵高等学校出身。
- COP10(第10回生物多様性条約締約国会議)に参加後、こどもCOP10に参加していたメンバーと「学生環境団体NEO(Nagoya Environmental Organization)」を立ち上げ。
- 2013年、法政大学法学部政治学科に入学。[1]
- 2013年8月、名古屋わかもの会議を創設[2][3]。翌年3月に「第1回名古屋わかもの会議」を開催。
- 2015年中日新聞環境情報誌「Risa」にて「水野翔太の未来にカケル」連載[4]。
- 2018年7月、愛知北エフエム放送にて「水野翔太となごちゅうのワンダブル!!」」にてラジオパーソナリティを担当。その後、MID-FMにて「ワンアゲ!」[5]を担当。
- 2019年、2020年東京オリンピックの聖火ランナーに選出。2021年4月6日豊川稲荷前で走行。[6][7]